# آنکاراکرا
آنکاراکرا (به اسپانیایی: Ancaracra) یک کوه در پرو است که در Peru, Ancash Region واقع شده‌است. آنکاراکرا ۴٬۴۰۰ متر بالاتر از سطح دریا واقع شده‌است.